# Тер-Степанян, Гарегин Арзатович
Гарегин Арзатович Тер-Степанян (арм. Գարեգին Տեր-Ստեփանյան, груз. ტერ-სტეფანიანი გარეგინ არზატის ძეб 14 января 1876, Сигнахи — не ранее 1922) — грузинский политик, член Учредительного собрания Грузии.

## Биография
Родился в семье священника. Армянин.
Среднее образование получил в Тифлисе и Александрополе.
Был членом армянской революционной партии — «Дашнакцутюн». Сотрудничал с прессой под псевдонимом «Слепцов».
Был арестован 14 октября 1908 года по политическим мотивам.
В 1910-х годах работал на железной дороге, преподавателем в Ананьевской женской гимназии.
После дополнительных выборов в сентябре 1919 года был избран членом Учредительного собрания Грузии по списку «Дашнакцутюн», был членом экономической, технической и пенсионной комиссий.
После советизации Грузии в 1921 году был арестован 17 марта. В апреле объявил о лояльности советской власти и был отпущен, после освобождения работал в сельскохозяйственном производстве и коммунальных службах Тифлиса. Был арестован вторично 5 ноября 1921 года. При обыске компрометирующих материалов обнаружено не было и он был освобожден из-под стражи 6 января 1922 года.
После освобождения продолжил работать начальником управления Департамента коммунальных услуг Тифлиса.
21 июля 1922 года Ахмед Джемал-Паша, бывший военный и политический деятель Османской империи, считавшийся одним из виновников массового уничтожения лиц армянской национальности в Османской Турции во время Первой мировой войны, был убит на улице в Тифлисе. В тот же день советские власти обвинили партию Дашнакцутюн в организации убийства и начали массовые аресты её членов; Гарегин Тер-Степанян также был арестован.
Дальнейшая судьба неизвестна.